# ロビー・サヴェージ
ロバート・ウィリアム・"ロビー"・サヴェージ（Robert William "Robbie" Savage、1974年10月18日 - ）は、ウェールズ・レクサム出身の元同国代表サッカー選手。現役時代のポジションはDH、CH。

## 経歴
デビッド・ベッカムと同じマンチェスター・ユナイテッド黄金世代のユース出身。交通事故が原因で当時2部のクルー・アレクサンドラに移籍した。

## プレースタイル
戦術云々ではなく、無尽蔵の体力でボールを追い掛け回すタイプの選手である。また、温厚な選手すらキレると言われるほどの激しいスライディングタックルを相手に見舞う。問題児としても有名。たまに抜群の演技力でシミュレーションをする事も。フリーキックも蹴ったりする。

## 所属クラブ
- マンチェスター・ユナイテッドFC 1993-1994
- クルー・アレクサンドラFC 1994-1997
- レスター・シティFC 1997-2002
- バーミンガム・シティFC 2002-2005
- ブラックバーン・ローヴァーズFC 2005-2008.1
- ダービー・カウンティFC 2008.1-2011

→  ブライトン・アンド・ホーヴ・アルビオンFC (loan)

## 代表歴
- ウェールズ代表
  - 1995年11月15日 - A代表初出場  - アルバニア代表戦